# コネクションレス型通信
コネクションレス型通信とは、Datagram（データグラム）とも呼ばれる、経路確保などの事前のやり取り（コネクションの確立）無しに、データ送信を開始するパケット通信の方式である。
TCP/IPにおけるUDPで用いられている。

## 特徴
Virtual Callと比較して、以下の点が特徴である。
- 通信プロトコルが単純になる。
- 宛先情報などパケットのヘッダが大きくなり、通信効率が悪い。
- 経路が予め確保されていないため、交換処理が複雑になる。
- 上位プロトコルで、受信パケットの順序の整列、未着・破損パケットの再送信、などを行う必要がある。

※ストリーミングによる配信で利用される